# Oceanapia vera
Oceanapia vera är en svampdjursart som först beskrevs av Claude Lévi 1993.  Oceanapia vera ingår i släktet Oceanapia och familjen Phloeodictyidae.
Artens utbredningsområde är Nya Kaledonien. Inga underarter finns listade i Catalogue of Life.